# Oblast' di Vinnycja
L'oblast' di Vinnycja (in ucraino Вінницька область?, Vinnyc'ka oblast') è una delle 24 oblast' dell'Ucraina con 1 509 515 abitanti al 1° gennaio 2022. Il capoluogo è la città di Vinnycja.

## Geografia fisica
La regione è stata costituita il 27 febbraio 1932 e la sua superficie è il 4,5% dell'Ucraina. È situata nella parte occidentale del paese al confine con la Moldavia.

## Geografia antropica

### Suddivisioni amministrative
L'oblast' è suddivisa in 6 distretti:
- Chmil'nyk
- Hajsyn
- Mohyliv-Podil's'kyj
- Tul'čyn
- Vinnycja
- Žmerynka

I dati che seguono mostrano il numero di ogni tipo di suddivisione amministrativa:
- Distretti: 6
- Città: 18
- Insediamenti rurali: 29
- Villaggi: 1 466

## Suddivisione amministrativa prima del 2020
Prima della riforma amministrativa del 2020 era suddivisa in 27 distretti e 6 città di importanza regionale.
I dati che seguono mostrano il numero di ogni tipo di suddivisione amministrativa prima della riforma amministrativa del 2020:
- Distretti: 27
- Città: 18
- Insediamenti rurali: 29
- Villaggi: 1 466

### Distretti
- Distretto di Bar
- Distretto di Beršad'
- Distretto di Vinnycja
- Distretto di Hajsyn
- Distretto di Žmerynka
- Distretto di Illinci
- Distretto di Kalynivka
- Distretto di Kozjatyn
- Distretto di Lityn
- Distretto di Mohyliv-Podil's'kyj
- Distretto di Murovani Kurylivci
- Distretto di Nemyriv
- Distretto di Orativ
- Distretto di Piščanka
- Distretto di Pohrebyšče
- Distretto di Teplyk
- Distretto di Tyvriv
- Distretto di Tomašpil'
- Distretto di Trostjanec'
- Distretto di Tul'čyn
- Distretto di Chmil'nyk
- Distretto di Černivci
- Distretto di Čečel'nyk
- Distretto di Šarhorod
- Distretto di Jampil'

### Città dipendenti dalla regione
- Vinnycja
- Žmerynka
- Kozjatyn
- Ladyžyn
- Mohyliv-Podil's'kyj
- Chmil'nyk